# Cormocephalus tricuspis
Cormocephalus tricuspis är en mångfotingart som beskrevs av Kraepelin 1916. Cormocephalus tricuspis ingår i släktet Cormocephalus och familjen Scolopendridae. Inga underarter finns listade i Catalogue of Life.